# Denis Sergejewitsch Alexejew
Denis Sergejewitsch Alexejew (russisch Денис Сергеевич Алексеев; * 21. Dezember 1987 in Leningrad) ist ein russischer Leichtathlet, der sich auf den 400-Meter-Lauf spezialisiert hat.

## Sportliche Karriere
2007 gewann Alexejew bei den U23-Europameisterschaften in Debrecen mit einer Zeit von 45,69 s die Goldmedaille über 400 m. Bei den Weltmeisterschaften in Osaka belegte er mit der russischen 4-mal-400-Meter-Staffel den fünften Platz. 2008 erreichte er bei den Hallenweltmeisterschaften in Valencia die Halbfinalrunde, mit der Staffel wurde er Sechster.
Bei den Olympischen Spielen 2008 in Peking gewann er mit der russischen 4-mal-400-Meter-Staffel die Bronzemedaille. Mit einer Zeit von 2:58,06 min erzielte die Staffel einen russischen Landesrekord in dieser Disziplin. Daneben startete Alexejew in Peking auch im 400-Meter-Lauf, schied jedoch mit einer Zeit von 45,52 s bereits in der Vorrunde aus.
2011 erreichte Alexejew mit dem russischen Team bei den Leichtathletik-Halleneuropameisterschaften und den Weltmeisterschaften den vierten Rang. Bei den Olympischen Spielen 2012 in London folgte der fünfte Platz.
Denis Alexejew hat bei einer Körpergröße von 1,85 m ein Wettkampfgewicht von 76 kg.

## Doping
Bei Nachtests wurde 2016 in einer Dopingprobe von den Olympischen Spielen 2008 das Anabolikum Dehydrochlormethyltestosteron nachgewiesen, woraufhin er und die Staffel nachträglich disqualifiziert wurden. Der russische Verband sperrte Alexejew für vier Jahre.

## Bestleistungen
- 200 m: 20,81 s, 31. Mai 2008, Sankt Petersburg
- 400 m (Freiluft): 45,35 s, 17. Juli 2008, Kasan
- 400 m (Halle): 46,21 s, 27. Februar 2010, Moskau